# Liste der Wappen in Porto
Die Liste der Wappen in Porto zeigt die Wappen der Freguesias der portugiesischen Stadt Porto.

## Porto

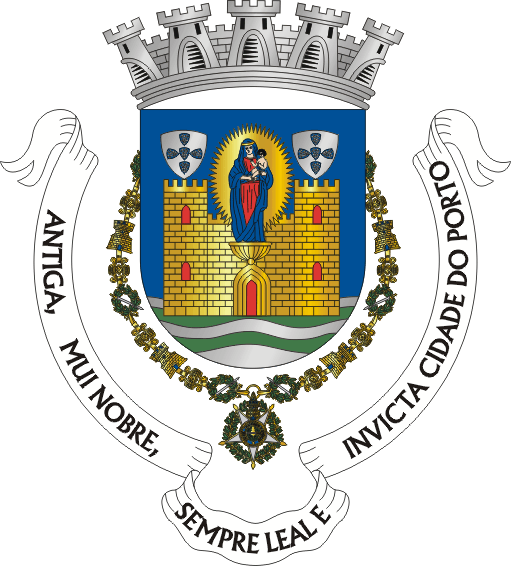
Porto
Lage von Porto in Portugal

## Wappen der Freguesias

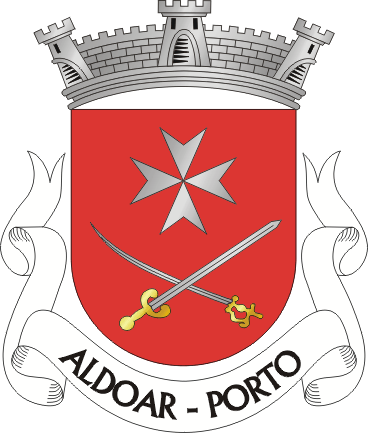
Freguesia Aldoar
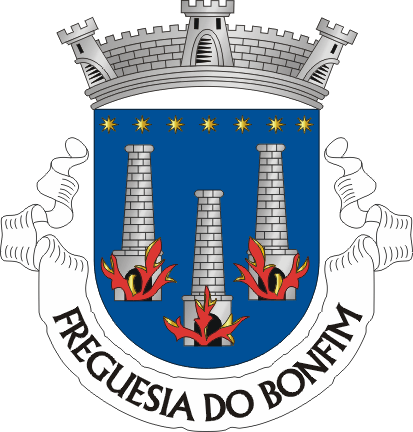
Freguesia Bonfim
Freguesia Campanhã
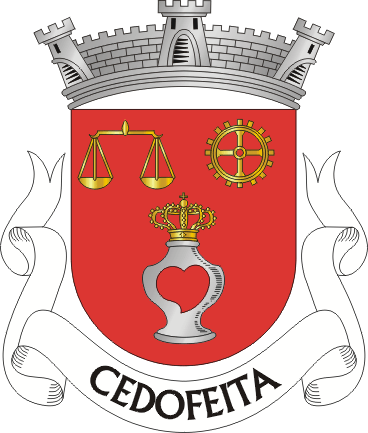
Freguesia Cedofeita
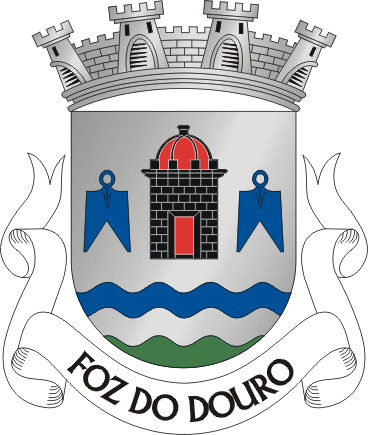
Freguesia Foz do Douro
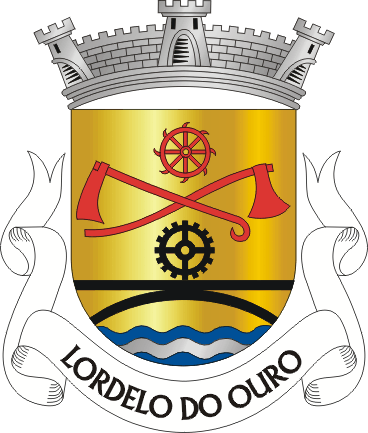
Freguesia Lordelo do Ouro
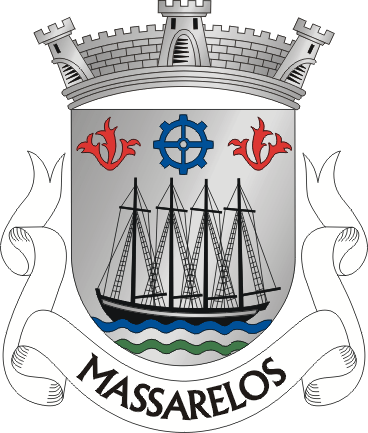
Freguesia Massarelos
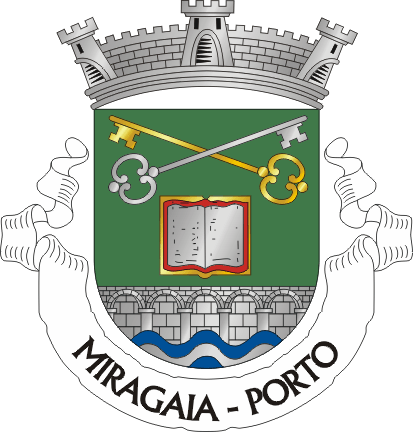
Freguesia Miragaia
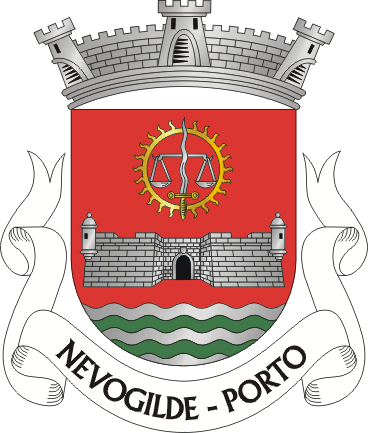
Freguesia Nevogilde
Freguesia Paranhos
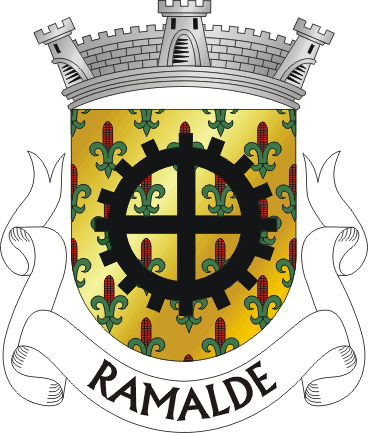
Freguesia Ramalde
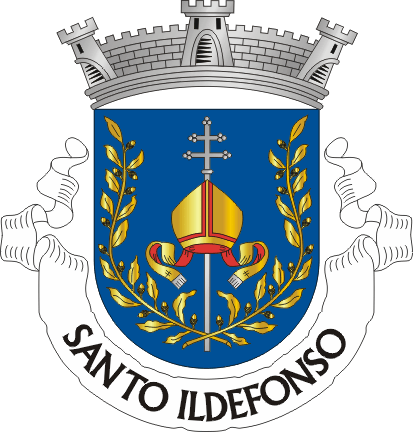
Freguesia Santo Ildefonso
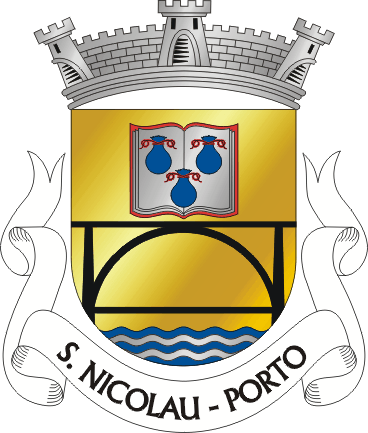
Freguesia São Nicolau
Freguesia Sé
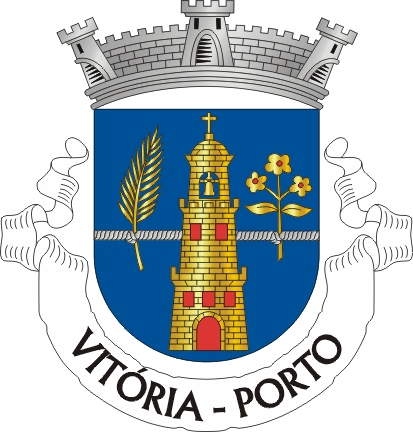
Freguesia Vitória